# Секулич, Исидора
Исидора Секулич (серб. Исидора Секулић; 16 февраля 1877, Мошорин, (ныне Южно-Бачский округ, Воеводина) — 5 апреля 1958, Белград, (СФРЮ)) — сербская югославская писательница, эссеист, переводчик, литературный критик. Доктор наук. Первая женщина-академик Сербской академии наук и искусств (1950). Самая известная сербская писательница первой половины XX века.

## Биография
В 1892 году окончила учительскую семинарию в Будапеште, работала учителем. В 1922 году в Германии получила докторскую степень.
Совершила несколько путешествий по Европе, долгое время жила в Англии, Франции и Норвегии. Полиглот. Владела несколькими классическими, а также девятью современными языками.
С февраля 1939 г. — член-корреспондент Сербской королевской академии наук. В 1950 стала первой женщиной-академиком Сербской академии наук и искусств.
Вошла в список 100 самых знаменитых сербов.

## Творчество
И. Секулич — мастер лирико-ассоциативной прозы. Её перу принадлежат романы, сборники рассказов и эссе, путевые очерки, мемуары. Автор критических статей и трудов в области музыки, театра, искусства, архитектуры, литературы и философии. Провела ряд исследований югославской, русской, английской, немецкой, французской, итальянской, норвежской и других литератур.
Критики писали об Исидоре Секулич, что во всей Европе того времени отыщутся лишь две-три женщины такой культуры.
Первая в Сербии женщина — профессиональный писатель, переводчик с нескольких европейских языков, знаток и почитательница русских классиков. Талантливый прозаик и эссеист, она в начале своей деятельности немало натерпелась от мужского шовинизма критиков, упрекавших её в чрезмерном интеллектуализме и сухости стиля. Зато в последние годы жизни Исидора Секулич стала для литературной молодёжи Югославии обожаемым осколком старой культуры.
Самая популярная книга Секулич — «Письма из Норвегии», произведение проницательного достижения в самоанализе и храброго стилистического эксперимента, в котором писательница хотела создать некий идеальный образ маленькой европейской страны и её обитателей, наградив их теми чертами, которые она так стремилась воспитать в своих соотечественниках.

## Избранные произведения
- Сапутници (1913)
- Писма из Норвешке (1914)
- Из прошлости (1919)
- Ђакон Богородичине цркве (1919)
- Кроника паланачког гробља (1940)
- Записи (1941)
- Аналитички тренуци и теме, т. 1-3 (1941)
- Записи о моме народу (1948)
- Његошу књига дубоке оданости (1951)
- Говор и језик, културна смотра народа

Именем Исидоры Секулич названа престижная сербская литературная премия.